# さぬき市立天王中学校
さぬき市立天王中学校（さぬきしりつ てんのうちゅうがっこう）は、香川県さぬき市寒川町にあった公立中学校。
2013年にさぬき市立大川第一中学校と統合されて閉校した。現在はさぬき市立さぬき南中学校となっている。
2019年4月跡地には神前小学校、石田小学校が統合し、さぬき市立寒川小学校が開校した。

## 沿革
- 2002年4月 - さぬき市立天王中学校へ改称

## 教育目標
- 未来を拓き、心豊かでたくましく生きる生徒の育成

## 部活動

### 運動部
- バレー部
- ソフトボール部
- サッカー部
- 野球部
- 柔道部
- 剣道部

### 文化部
- 吹奏楽部
- 美術部

## 校区内の主な施設
- 寒川高等学校
- 高徳線 神前駅

## 主な学校行事
- 修学旅行
- 体育祭

## 著名な出身者
- 玉木雄一郎[1]（衆議院議員、国民民主党代表）